# Loi de Megan
 (mars 2021).
Si vous disposez d'ouvrages ou d'articles de référence ou si vous connaissez des sites web de qualité traitant du thème abordé ici, merci de compléter l'article en donnant les références utiles à sa vérifiabilité et en les liant à la section « Notes et références ».
La loi de Megan (en anglais : Megan's Law) est le nom d'une loi fédérale américaine de 1994, et le nom informel des lois ultérieures dans les États des États-Unis, qui oblige les autorités chargées de l'application de la loi à mettre à la disposition du public des informations concernant les délinquants sexuels enregistrés.
Les lois ont été créées en réponse au meurtre de Megan Kanka.
En 2016, le Congrès des États-Unis vote un prolongement à l'international de la loi nationale : International Megan's Law to Prevent Child Exploitation and Other Sexual Crimes Through Advanced Notification of Traveling Sex Offenders.